# Гайсин, Рафкат Сахиевич
Га́йсин Рафка́т Сахи́евич (родился 21 июля 1948, г. Ничке-Сай ныне (Токтогульский район) Джалал-Абадская область Киргизская ССР. Кандидат экономических наук (1979), доктор экономических наук (1998), профессор(2000), почетный работник высшего профессионального образования Российской Федерации (2008), заслуженный деятель науки РБ (2001).

## Биография
Гайсин Рафкат Сахиевич в 1966-1967 гг. - бетонщик уфимского ЖБЗ КПД -3, в 1972 окончил Башкирский сельскохозяйственный институт (БСХИ) ныне (Башкирский государственный аграрный университет) , в 1972-1975 - ассистент кафедры политэкономии БСХИ, в 1975-1978 - аспирант Московской сельскохозяйственной академии (МСХА), в 1979 - защитил диссертацию на тему: «Роль амортизации в расширенном воспроизводстве основных фондов» на соискание ученой степени кандидата экономических наук, специальность 08.00.01 – политическая экономия (с 2000 г. - экономическая теория), в 1979-1989 - ассистент, старший преподаватель, доцент кафедры политэкономии БСХИ, в 1989-1991 - заместитель заведующего Домом политического просвещения Башкирского обкома КПСС. В 1998 защитил в МГУ им. М.В. Ломоносова диссертацию на тему «Эволюция аграрного рынка: закономерности, особенности, формы государственного регулирования» на соискание ученой степени доктора экономических наук, специальность 08.00.01 – политическая экономия (с 2000 г. - экономическая теория). В 1991-1999 - заведующий кафедрой экономической теории Башкирского государственного аграрного университета, 1999-2004 - проректор по научной работе Башкирского государственного аграрного университета, с 2004-2022  – профессор РГАУ – МСХА им. К. А. Тимирязева. Направление научной деятельности: закономерности развития и регулирования мирового и российского агропродовольственных рынков.

## Участие в международном сотрудничестве
- Сотрудничество с Познаньским сельскохозяйственным университетом: выступления на конгрессах экономистов-аграрников Польши, публикация результатов научных исследований в польских журналах и сборниках.
- Научная командировка в Университет имени Гумбольдта, г. Берлин, 2008 г.
- Участие в образовательных программах по подготовке магистров совместно с Университетом имени Гумбольдта.
- Выступление на 11-м международном конгрессе «Global Economy: Challen gesand Perspective», Май, 26-28, 2010, Республика     Словакия, г. Нитра.
- Член редколлегии в Scientific Journal: Oeconomica (ISSN 2081-0644), – 298 (69) Copyright by West Pomeranian University of Technology, Szczecin.
- Член редколлегии международного     научно-аналитического журнала «Евразийское пространство: экономика, право,     общество». Республика Южная Осетия.
- Оппонирование докторских диссертаций, Кыргызстан (2011-2013 гг.);
- Проведение обучающего семинара (г. Минск, Институт системных исследований АПК НАН Республики Беларусь 20-24 января 2014 г.) по вопросам сельскохозяйственной политики  в рамках реализации Гранта Фонда Всемирного банка «Институциональное развитие в целях улучшения мониторинга и оценки инструментов сельскохозяйственной политики по методологии ОЭСР».

## Научные работы
- Механизм формирования и развития конъюнктуры рынка продовольствия: вопросы теории и методологии / Р. С. Гайсин. - М.: ТАУРУС АЛЬФА, 1998. - 154 с.: ил. - Библиогр.: с. 124-128.
- Эволюция аграрного рынка: Закономерности, особенности, формы государственного регулирования: автореферат дис. ... д-ра экон. наук: 08.00.01 / Р. С. Гайсин. - М., 1998. - 47 с. - Библиогр.:с.43-46.
- Эволюция аграрного рынка: закономерности, особенности, формы государственного регулирования: дис. ... д-ра экон. наук: 08.00.01 / Р. С. Гайсин. - М., 1998. - 350 с. - Библиогр.:с.332-350.
- Развитие форм хозяйствования в аграрном секторе экономики / Р. С. Гайсин, Г. А. Хабиров; Башкирский ГАУ. - Уфа: Изд-во БГАУ, 2005. - 239 с.: ил. - Библиогр.: с. 189-207.
- Экономика (экономическая теория): учеб. пособие для студ., обуч. по агр. спец. / Р. С. Гайсин, О. И. Кирюшин, В. Г. Кучкин. - М.: РГАУ - МСХА, 2006. - 373 с. - Библиогр.: с. 367-368.
- Теория эволюции агропродовольственного рынка: учеб. пособие для студ., обуч. по напр. и спец. агрономического образования / Р. С. Гайсин; МСХ РФ, Российский ГАУ. - М.: РГАУ - МСХА, 2007. - 168 с. - Библиогр.: с. 162-165.
- Экономическая теория : микро- и макроэкономика: учеб. пособие для студ. вузов, обуч. по спец. 080502 "Экономика и управление на предприятии АПК" / [А. М. Гатаулин [и др.]; под ред. А. М. Гатаулина. - М.: Финансы и статистика, 2007. - 430 с. - Библиогр.: с. 426.
- Экономическая теория: учебник для студентов вузов, обучающихся по направлению "Экономика" и другим специальностям: рек. УМО по образованию / [Р. С. Гайсин и др.]; под ред. Р. С. Гайсина. - М.: ИНФРА-М, 2013. - 329 с.
- Институциональная экономика: семинарский практикум / [Р. С. Гайсин и др.]; под ред. Р. С. Гайсина; М-во сельского хоз-ва Российской Федерации, Российский гос. аграрный ун-т- МСХА им. Тимирязева. - Москва: Изд-во РГАУ-МСХА, 2015. - 155 с.: ил., табл.
- Аграрный вопрос в политической экономии: проблемы теории и практики: сборник статей, подготовленный по материалам научной конференции, посвященной 150-летию кафедры политической экономии Российского государственного аграрного университета - МСХА им. К. А. Тимирязева / М-во сельского хоз-ва Российской Федерации, Российский гос. аграрный ун-т - МСХА им. К. А. Тимирязева; под общ. ред. Р. С. Гайсина. - Москва: Изд-во РГАУ-МСХА, 2016. - 243 с.: ил., табл.
- Неравновесный рост производства и потребления продовольствия в России / Р. С. Гайсин, Р. А. Мигунов // Экономика сельского хозяйства России. - 2018. - № 3. - С. 13-16.
- Кондратьевские циклы конъюктуры и их особенности в сельском хозяйстве: монография.- Иркутск,2017.-184с.
- Эффективность использования в кормлении бычков сенажа из люцерны с биоконсервантом "Биотроф" / Р. С. Гайсин, Р. Р. Галиев // Инновационные технологии увеличения производства высококачественной продукции животноводства: материалы II Международной научно-практической конференции института животноводства Таджикской академии сельскохозяйственных наук, Башкирский ГАУ, 18-19 октября 2018 / Министерство сельского хозяйства Республики Таджикистан, Министерство сельского хозяйства Российской Федерации, Институт животноводства Таджикской академии сельскохозяйственных наук, ФГБОУ ВО Башкирский государственный аграрный университет. - Душанбе, 2018. - С. 544-546.
- Мировая продовольственная проблема в условиях глобального демографического перехода / Р. С. Гайсин// Экономика сельского хозяйства России. - 2021. - № 11. - С. 96-102.
- Мой жизненный путь / Р. С. Гайсин.- Москва:КнигИздат, 2024. - 52 с.

## Награды
- Присуждена “Государственная научная стипендия для выдающихся ученых России” по результатам конкурса научных работ постановлением Президиума РАН № 77 от 11 апреля 2000 г. (на 3 года).
- Присвоено Почетное звание «Заслуженный деятель науки Республики Башкортостан» (2001 г.).
- Награжден почетным знаком «Почетный работник высшего профессионального образования Российской Федерации» (2008 г.).
- Награжден медалью имени А.В. Чаянова (2006 г.).
- Объявлена Благодарность Президента Российской  Федерации Путина В.В. 8 июня 2016 г. № 160-рп.